# Arqueología (revista)
Arqueología es una revista académica publicada por el Instituto de Arqueología dependiente de la Facultad de Filosofía y Letras de la Universidad de Buenos Aires (Argentina). La revista está especializada en la publicación de resultados de investigaciones arqueológicas o cuyas problemáticas de disciplinas afines están dirigidas desde un enfoque arqueológico.

## Objetivos e Historia
Se trata de una revista científica de de acceso abierto, gratuita, revisada por pares con periodicidad cuatrimestral que publica diferentes tipos de trabajos, principalmente artículos científicos originales, en español e inglés que constituyan avances de investigaciones tanto de índole empírica, metodológica, teórica o historiográfica. Las secciones que publica la revista se agrupan en con referato, como los Artículos y las Notas; o sin referato, que incluyen a los Resúmenes de Tesis de Licenciatura y Doctorado, las Reseñas bibliográficas, los Comentarios críticos y los Obituarios, estos últimos solicitados por el Comité Editorial a miembros de la comunidad científica. A su vez, desde el tomo 21 correspondiente al año 2015 incluye también la publicación de trabajos en dossiers.
El primer tomo de la revista se publicó en 1991. A lo largo de su primera década de vida mantuvo la periodicidad, pero a partir de la siguiente década, y como producto de la crisis económica y social que sufrió el país a fines del 2001, que afectó los presupuestos universitarios sobre los que se sustentaba la revista, hizo que se viera forzada a publicar volúmenes dobles y triples entre los años 2002 y 2008. Al año siguiente, correspondiente al tomo 15, sobrevendría un cambio de estilo y formato, empleando desde entonces uno más moderno. Este cambio vino junto con una serie de cambios a nivel organizativo de la revista, que incluyó una renovación de los integrantes, inauguración de la página web y presencia en la base de datos bibliográfica Latindex. Desde su fundación ha logrado ir creciendo y consolidándose como una publicación académica de calidad científica y editorial con una importante visibilidad y proyección a nivel internacional.
Por otro lado, hasta el año 2018 la revista tuvo una periodización anual, y a partir del tomo 25 del año 2019 comienzan a editarse tres números al año, siendo el tercero un número especial correspondiente a un dossier con una temática particular. Al año 2021 se han publicado 27 volúmenes con una continuidad ininterrumpida desde el tomo 15 del año 2009.

## Indexación
La revista Arqueología se encuentra indizada en las siguientes plataformas de evaluación de revistas: DOAJ (Directory of Open Access Journals), LATINDEX Catálogo v2.0, MIAR (Matriz de Información para el Análisis de Revistas), Núcleo Básico de Revistas Científicas Argentinas (CAICyT, CONICET), CIRC (Clasificación Integrada de Revistas Científicas), DIALNET, Mir@bel, EuroPub, Malena (CAICyT, CONICET), CiteFactor. Academic Scientific Journals, y Google Scholar Metrics.
También se encuentra en los siguientes índices y bases de datos de citas: Scopus (Elsevier), SJR (Scimago Journal & Country Rank),  BINPAR (Bibliografía Nacional de Publicaciones Periódicas Registradas), COBISS (Co-operative Online Bibliographic System & Services), COPAC (Academic and Specialist Library Catalogue & Online Public Access Catalog), EZB (Elektronische Zeitschriftenbibliothek), Journal TOCs, PKP Index (Public Knowledge Project), SUDOC (Catalogue du Système Universitaire de Documentation), WorldCat (World Catalogue, Online Computer Library Center), y ZDB (Zeitschriftendatenbank).
A su vez, se la encuentra en los siguientes repositorios institucionales: 
- Filo:Digital (Repositorio institucional de la Facultad de Filosofía y Letras de la UBA)[28]
- RDI-UBA (Repositorio Digital Institucional de la Universidad de Buenos Aires)[29]
- BECyT (Biblioteca Electrónica de Ciencia y Tecnología, MINCyT)[30]